# Brothers & Sisters (cançó)
"Brothers & Sisters" és una cançó de Coldplay, llançada com el seu primer senzill el 1999 després de l'EP Safety. Posteriorment també fou rellançada com a EP.
Després d'haver-se creat l'any 1998, Coldplay tocava al local Camden Falcon quan van coincidir amb un representant de Fierce Panda Records. Aquest segell els va plantejar publicar el seu senzill de debut i ells van acceptar l'oferiment. La gravació es va completar en només quatre dies i els va costar menys de 400 £. Es van llançar un total de 1500 còpies en vinil amb una caràtula especial i va arribar a la posició 107 de la llista UK Singles Chart.

## Llista de cançons
1. "Brothers & Sisters" – 4:05
2. "Easy to Please" – 3:01
3. "Only Superstition" – 3:48